# Karl Sophronius Philipp von Wartensleben
Karl Sophron Philipp von Wartensleben (* 21. September 1680; † 7. Oktober 1751 auf  Schloss Dorth in Bathmen bei Deventer), Graf von Flodrop, war ein sächsischer Kabinettsminister und Begründer der kurzlebigen Linie Wartensleben-Flodorp.

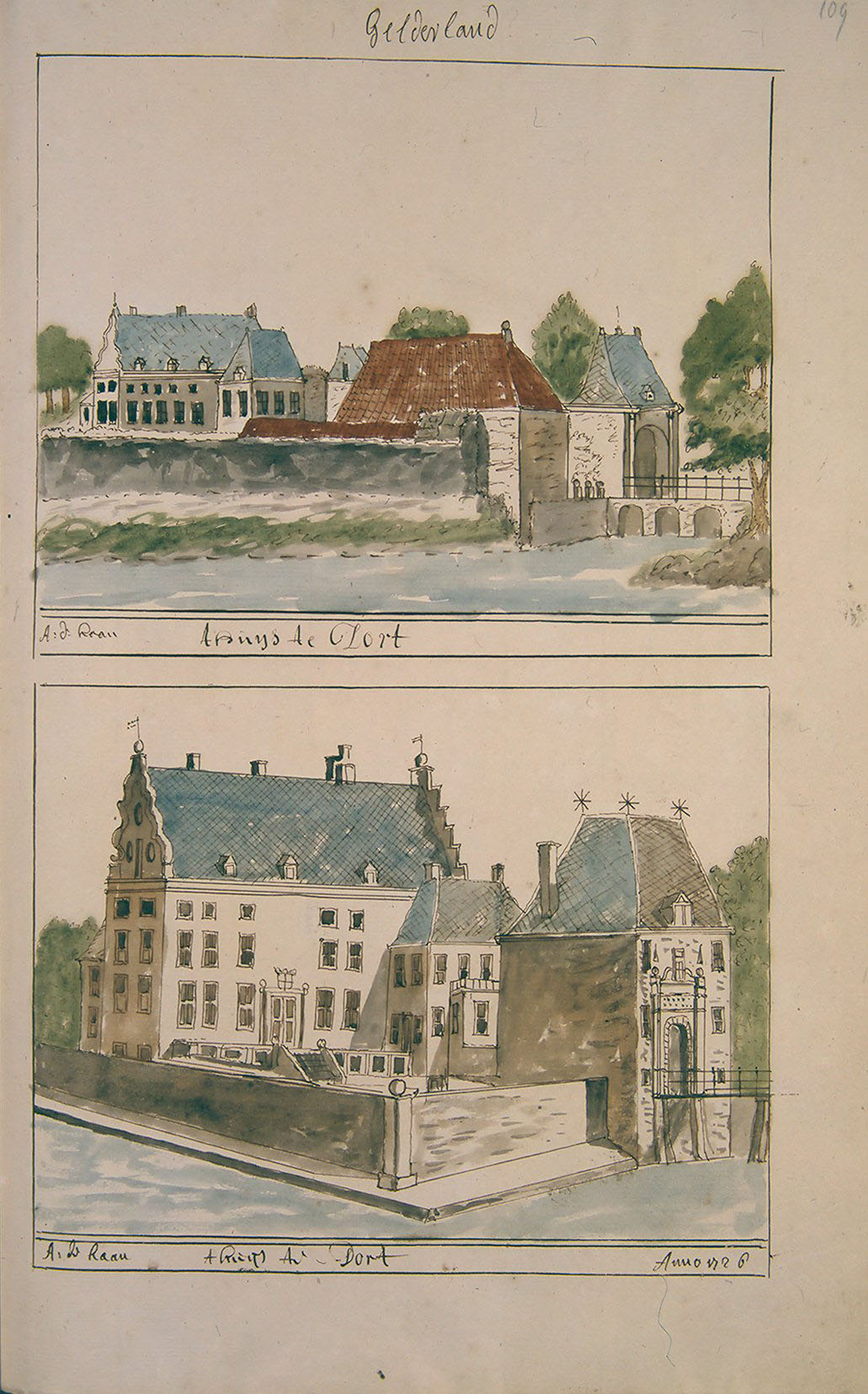
Die beiden Schlösser zu Dorth (Bathmen, Niederlande)

Er war der Sohn des Generalfeldmarschalls Alexander Hermann von Wartensleben (1650–1734) und dessen Frau Sophie Dorothea von May (1655–1684).
Er besuchte die Universitäten von Utrecht und Leipzig. Nach seiner Kavalierstour ging er zunächst im Dienst des preußischen Königs Friedrich I. Dieser schickte ihn 1703 als Gesandten an den Schwedischen Hof. 1704 wurde er in den Johanniter-Orden aufgenommen.
Er wurde aber dann 1728 Kabinettsminister in Sachsen unter August II. Seine Dienste belohnte der König mit den Weißen Adlerorden. Nach dem Tod des Königs 1733 zog er sich aus dem Staatsdienst zurück, um auf seinen Schloss Dorth zu leben.
Er heiratete am 19. März 1706 die reiche Gräfin von Floodrop, Jeannette Marguerite Huyssen van Kattendijke (1691–1724). Das Paar hatte folgende Kinder:
- Carl Friedrich († 2. April 1751)[1], holländischer General und Generaladjutant des Prinzen Wilhelm ⚭ 1733 Wendelina Cornera Alberda (1713; † 4. März 1746) aus dem Haus Menkema[2]
- Amalie (1715–1787) ⚭ Heinrich IX. Reuß zu Köstritz (1711–1780)